# La Tourlandry
La Tourlandry korábbi község Franciaország Loire mente régiójában, Maine-et-Loire megyében. 2015. december 15-én tizenegy másik korábbi községgel egyesült és Chemillé-en-Anjou új község része lett.
Lakosainak száma 1388 fő (2018. január 1.). La Tourlandry Coron, Cossé-d’Anjou, Saint-Georges-des-Gardes, La Salle-de-Vihiers, Trémentines, Vezins és Melay községekkel határos.

## Népesség
A település népességének változása:
| Lakosok száma | 930  | 931  | 1112 | 1206 | 1198 | 1254 | 1295 | 1344 | 1433 | 1388 |
|               | 1962 | 1968 | 1982 | 1990 | 1999 | 2008 | 2011 | 2013 | 2017 | 2018 |